# Prosotas pia
Prosotas pia är en fjärilsart som beskrevs av Lambertus Johannes Toxopeus 1929. Prosotas pia ingår i släktet Prosotas och familjen juvelvingar. Inga underarter finns listade i Catalogue of Life.

## Bildgalleri

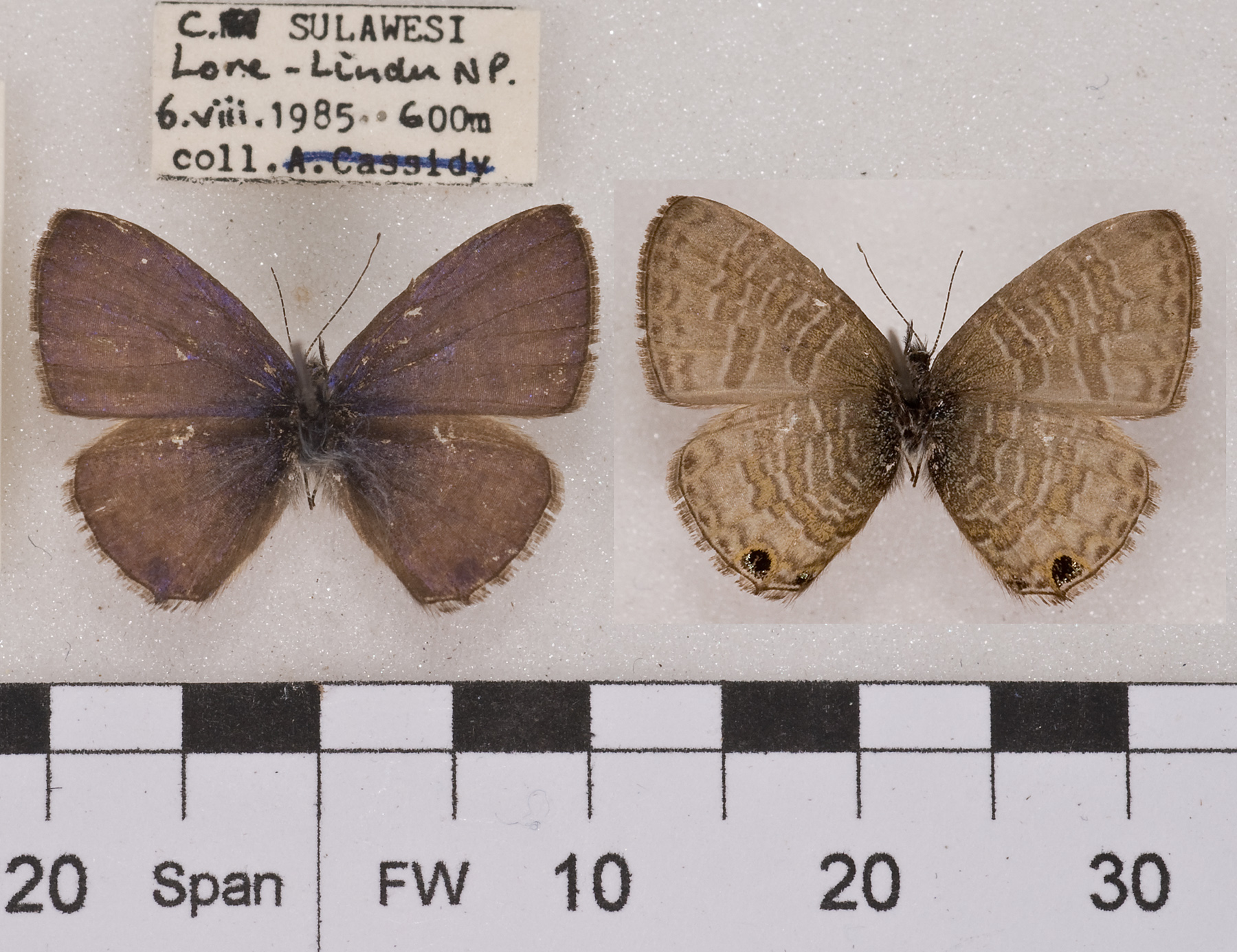
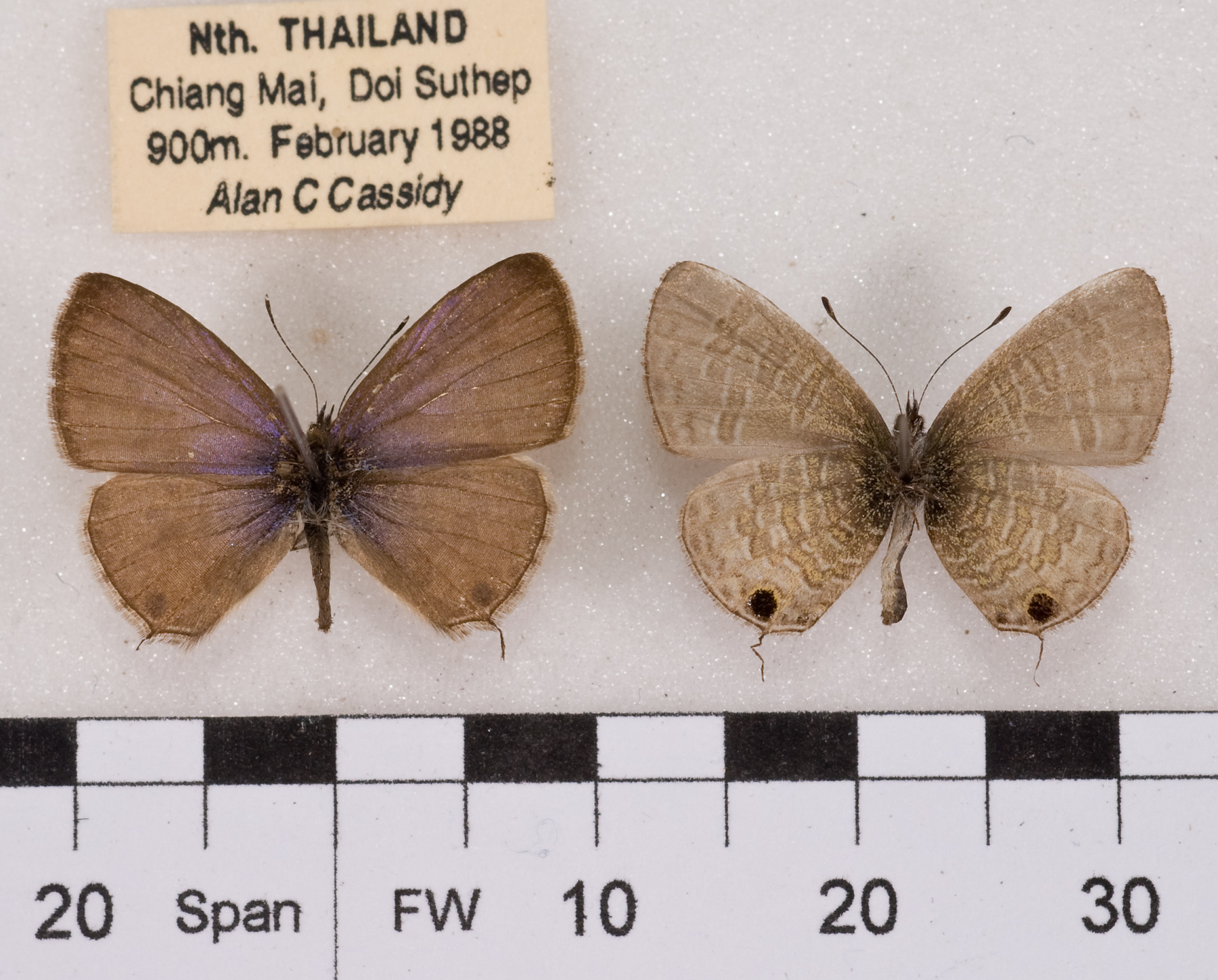
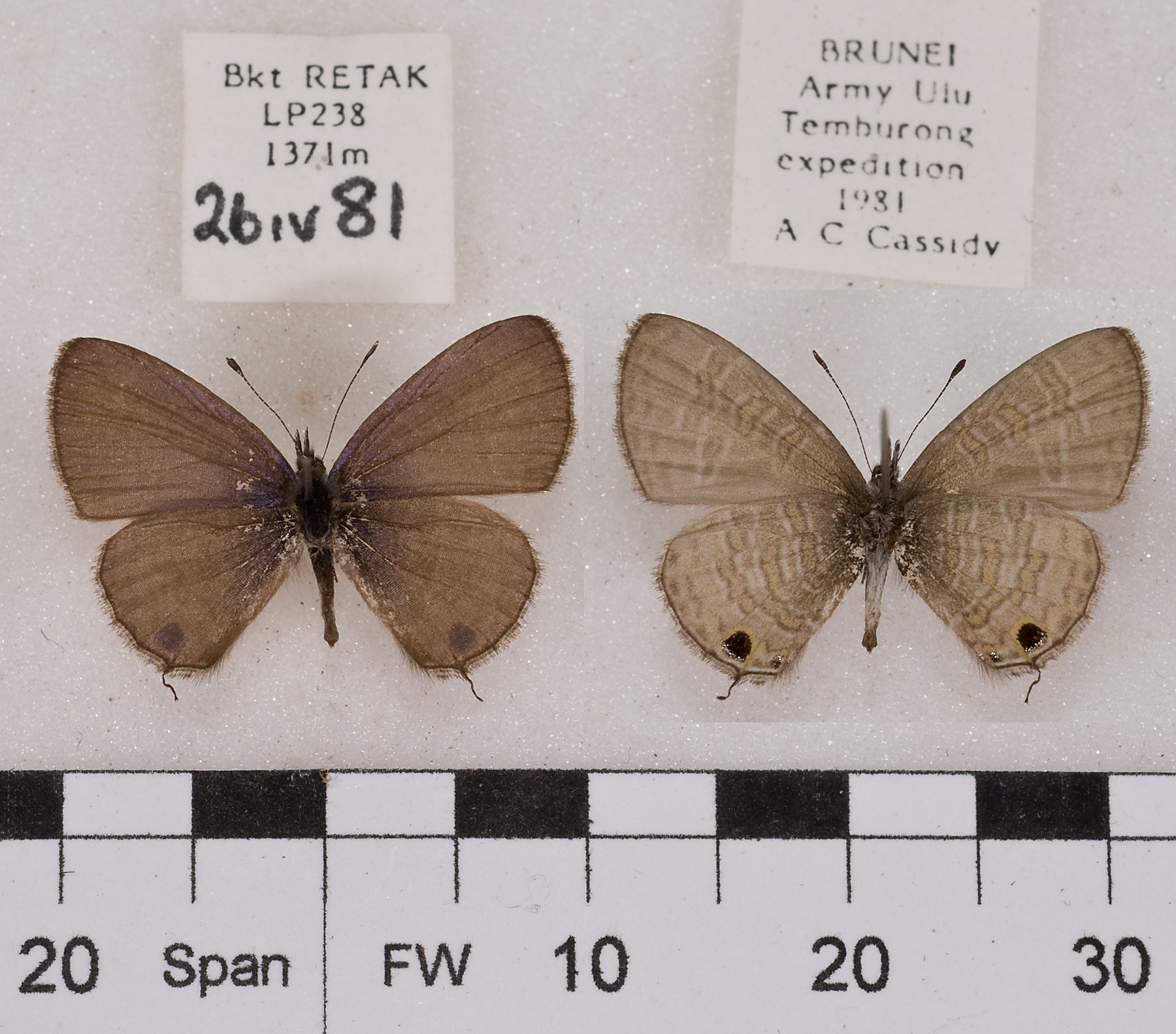